# Sijmen Cremer
Sijmen Barend Cremer (Groningen, 5 maart 1902 – Eelde, 14 oktober 1993) was een Nederlandse biljarter. Hij nam in de seizoenen 1928–1929 en 1929–1930 deel aan het Nederlands kampioenschap ankerkader 45/2 in de ereklasse.

## Deelname aan Nederlandse kampioenschappen in de Ereklasse
| Nr. | Kampioenschap     | Plaats    | Klassering | Alg. gemiddelde |
| --- | ----------------- | --------- | ---------- | --------------- |
| 1.  | AK 45/2 1928–1929 | Rotterdam | 4e         | 8,26            |
| 2.  | AK 45/2 1929–1930 | Den Haag  | 6e         | 9,77            |